# 星艦奇航記
《星际迷航》是一部美國科幻娛樂影视系列。本作譯名至今仍莫衷一是，港澳譯作《星空奇遇記》，台灣譯作《星艦迷航記》（電影）、《星際爭霸戰》（新系列電影及新系列影集）、《星艦奇航記》（Netflix於部分影集採用此譯名），愛好者主張統稱《星艦奇航記》；中國大陸則先后譯作《星際旅行》（动画片）、《星際迷航》（自第11部电影起）；此外，還有《星際奇旅》等多種譯名註。最初的《星際爭霸戰》是由尤金·羅登貝瑞製作的電視影集，1966年9月8日首次於NBC播出並之後製作了三季。故事是描述詹姆斯·泰比里厄斯·柯克艦長與聯邦星艦企業號 （NCC-1701）艦員們在時間23世紀的星際冒險故事，其後衍生推出動畫影集延續六部電影。
之後又製作了相同虛擬宇宙但描述不同角色的四部電視影集：《銀河飛龍》敘述《星際爭霸戰》大概一百年後新聯邦星艦企業號 （NCC-1701-D）的冒險故事；《銀河前哨》及《重返地球》則是在《銀河飛龍》之後播放的電視影集；《星艦前傳》則是描述人類22世纪中期進行星際旅行的故事。以《銀河飛龍》的艦員們為主角又拍攝了四部電影；2009年、2013年和2016年上映的三部電影則是以第一代的企業號艦員年輕時期為主軸，創造出另一個平行時間線的不同故事。2017年CBS推出新的星艦迷航記的電視劇。
官方亦授權製作了許多電腦遊戲、數百本小說、及位於拉斯維加斯的主題展示館（已於2008年九月關閉）。從最初的電視影集到共計剧集（共计730集）、13部電影及授權製作的各種衍生商品，該系列產生了一群擁護劇中觀念的狂熱支持者，並慢慢融入了美國文化當中。

## 原始构想

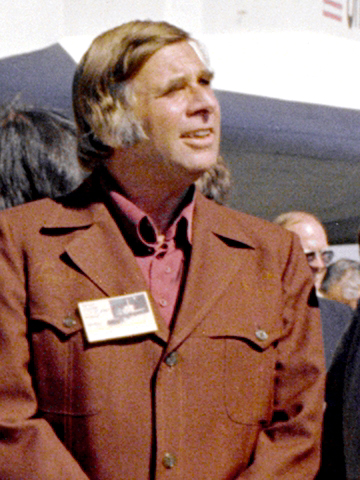
《星际旅行》之父：金·罗登贝瑞

由于对科学幻想的长期热爱，金·罗登贝瑞在20世纪60年代提出了《星际旅行》虚构未来时空的构想，并将之付诸螢幕。最初的《星际旅行》讲述的是一艘大型太空飞船探索银河系的故事。罗登贝瑞在后来提到，他的灵感来自于范·沃格特的“猎犬号”（《猎犬号宇宙飞船》）、埃里克·弗兰克·拉塞尔的“马拉松号”（《地球人、火星人和机器》）与1956年的电影《禁忌星球》；类似的还有1954年的一部科幻電視劇集《Rocky Jones, Space Ranger》——这部太空历险剧的包含了后来形成《星际旅行》的很多元素：组织、船员关系、任务、舰桥的设计，甚至还有一些未来科技。罗登贝瑞亦深受小说人物霍雷肖·霍恩布洛尔的影响。霍恩布洛尔是一位勇敢的船长：一位受到下属们的尊敬，为了高尚的理想而执行各种各样远途任务的船长。柯克这个角色很像太空中的霍恩布洛尔。因为当时西部片在电视上很流行，罗登贝瑞便以一个类似“星际篷车队”的形式来向几大电视网来推介他的构想。

## 金·罗登贝瑞製作的剧集系列

### 《原初系列》
1964年，金·罗登贝瑞与德西路公司签订了一份关于《星际旅行》最初构想的三年合约；德西路公司是一个具领导地位的独立电视制作公司，由喜剧演员路西尔·包以及德西·阿南兹共同创立。在罗登贝瑞原始的构想中，主角是星舰“约克号”上的罗伯特·艾波舰长。不过这个角色最后变成了克里斯多夫·派克舰长。第一个试播章节在1964年制播完成。
罗登贝瑞在《星际旅行》中提出了许多超前的概念。在他设想的23世纪中，种族和性别歧视已不复存在——这在当时是颇具争议性的，因为那个时候在美国还有很多地区仍然严格地实施种族隔离政策——因此，他认为星舰的成员理应由多个种族的人共同组成：让一名半人类、半外星人血统的角色担任星舰的重要职位；也理应有女性的身影：让一名女性成为星舰的大副。
《星际旅行》的试播章节“囚笼”「The cage」最初提供给了哥伦比亚广播公司（CBS），但被他们回绝了，改而选择较为主流的艾文·亚伦制作的《迷失太空》。接着它又被送到全国广播公司（NBC），一开始NBC也是回绝，认为它太花脑筋而且缺乏动作场景。但后来剧中的一些概念对NBC的高层们留下了深刻的印象，并让他们做出了极不寻常的决定——希望能够继续拍摄下去并形成一个系列：这就是后来所知的《星际旅行：原初系列》。不過原來的試播版本“囚笼”並未獲得播出。受到當時保守風氣的影響，試看的觀眾對於一個女性能夠擔任大副的職位感到無法接受，日後正式拍攝時多數主要角色也被更換。後來「The cage」的部分畫面被剪接到正式影集「The Menagerie」之中，成為原主角派克艦長回憶的一部分。
该部剧集于1966年9月8日在NBC首播。最初它並不成功：收視率低且廣告收入亦不理想。然而，當這個節目第二季隱約出現了停播的噩兆時，忠實的影迷們展開了一場前所未有的爭取運動，从而成功說服美國全國廣播公司繼續製作第三季。最後一集於1969年6月3日首播。在日後各台的重播中，該剧集受到了驚人的歡迎。

### 《动画系列》
星际旅行之动画系列（Star Trek: The Animated Series，1973年－1974年），由飛美遜公司製作，並播映了兩季共22集每集半小時的動畫。原初系列中大部分演員均為他們的动画角色配音。雖然自由度高的動畫能提供大型的外星場景及奇特的外星生物——預算资金仍然是主要的限制——動畫的品質也並不太好。其中某几集因著名科幻作家的貢獻而特別突出。该系列並不被認為是經典，亦因此造成了影迷間的一些爭議。然而，動畫系列中的一些设定已成為《星际旅行》正史的一部分。比如柯克艦長的中间名“提庇留”，最早出现于动画系列，然後在电影《未来之城》當中正式成為官方設定的一部分。在后来的剧集《星艦前傳》中，一些动画系列中的概念也成为了正史的一部分。

### 第二期
星艦奇航記：第二期（Star Trek: Phase II，1978年，未製作）原本預定於1978年上映，成為即將成立的派拉蒙電視網的王牌影集，在準備開始製作前就已經寫好了12集的劇本。這個系列打算將大部分的原始演員陣容找回企業號上，準備進行第二個五年任務。不過飾演史巴克的伦纳德·尼莫伊並不同意再次參與演出，所以製作單位加入了一個叫做榮的純種瓦肯人角色來取代他。儘管如此，他們還是希望尼摩伊可以偶爾客串個幾集。場景已經建置完成，而且試驗性地拍攝了幾分鐘的影片。然而，可能是因為近期上映、叫好又叫座的《星際大戰》電影，使得派拉蒙決定製作一部《星艦奇航記》電影而不是一部每週播映的電視影集。第一個劇本變成《星艦迷航記》電影的基礎，其他的最後則變成《下一代》的一部分。

### 《下一代》
由于哈维·贝内特制作的几部《星际旅行》电影在票房上都有不俗的表现，派拉蒙影业在1986年决定制播一部全新的《星际旅行》剧集。65岁的罗登贝瑞最初拒绝加入，但在经历早期概念创作上的不开心后，他还是加入了制作者的队伍中。1986年10月10日，《星际旅行：下一代》的创作宣告正式开始。剧集不同寻常地采用了几个电视网联合，而非单一电视网的首播方式。
该剧集在1987年9月28日首播兩小時長的首集《遠點遭遇戰》，之後一共播出七季，結束於1994年5月29日連續兩週的終集《曲終人散》。這部電視影集在它初次播出期間受到廣大觀眾的歡迎，並且從那時起就不斷在各地重播。銀河飛龍是所有星艦奇航記影集裡評價最高的，在它首播的最後幾年裡也是排名第一的系列影集。

## 罗登贝瑞后继者製作的剧集系列
1991年，罗登贝瑞逝世。但他的后继者们用他所创造的《星际旅行》遗产继续创作了新的电视剧集：《深空九号》、《航海家号》、《星艦前傳》、《發現號》。这些电视剧集都被劃入了《星际旅行》的正史当中。

### 《深空九号》
《深空九号》构思开始于1991年，此后不久罗登贝瑞便逝世了。此后的工作都由赖克·伯曼与迈克尔·皮勒完成。1993年，《深空九号》开始播映，并一直制播到了1999年。《深空九号》记述了围绕着星站“深空九号”发生的事件，第一次将《星际旅行》的舞台从星舰扩展到了星站上，但这也招致了不少的批评。
《深空九号》一共播出七季。在劇中太空站擔任指揮官的本杰明·西斯科中校（後晉升為上校）由埃弗里·布鲁克斯所飾演，他也是《星艦奇航記》系列裡面第一個擔任指揮官角色的非裔美國人。这部剧集擺脫了前面幾個系列中帶有的烏托邦色彩，更著重於戰爭、宗教、政治妥協以及其他的現代議題。由於它的主題較為黑暗，所以無法吸引原先主題較為光明的《銀河飛龍》的愛好者成為它的固定收視群。

### 《航海家号》
《航海家号》（又称重返地球）是为了成立联合派拉蒙电视网而制作的。制播计划始于1993年，片方希望新的剧集能完善过去剧中的一些背景故事，例如在前两部剧集（《下一代》与《深空九号》）中出现的马奇游击队的发展历程。《航海家号》使用了与《下一代》相同的拍摄场景，首集拍摄于1994年10月，是首批在UPN上播出的节目之一。
《航海家号》一共播出了七季，它是唯一一部由女性担任主角舰艦長的《星艦奇航記》剧集。雖然《重返地球》的收視率一開始還很固定，不過後來卻突然大幅衰退。在這齣影集播映期間，也是部分星艦迷們在線上星艦討論區搞“反伯曼”運動裡最為熱烈的時候。艦上的博格人九之七加入後，由於博格是該星系最為跋扈的種族，此后的剧情增加許多可看性與衝突性，收视率得以回升。

### 《星艦前傳》
《星艦前傳》于2001年9月26日首播，依然由UPN播映。制作人是瑞克·伯曼和布兰农·布拉加。《星艦前傳》的收視率一直都不高，跟《星際爭霸戰》一樣，由於有星艦迷的支持讓它能夠繼續製播第二和第三季。在第四季后，由于收视率原因而被UPN腰斩，於2005年4月13日播出完結篇。

### 《发现号》
《发现号》于2017年9月24日首播，由CBS播映，制作人是艾力克斯·寇茲曼。该作是2009年电影重启系列後首部电视剧，也是《原初系列》开播50周年纪念，但是故事时间轴是《原初系列》的十年前，和电影重启系列的世界观无任何关联。

### 《》
《皮卡尔》于2020年1月23日，由CBS播映，制作人是艾力克斯·寇茲曼，该作故事时间轴为《星际旅行X：复仇女神》中事件结束二十年之后，与2009年重启版电影中罗慕伦帝国的母星罗穆卢斯星被摧毁的情节有关，以电视剧系列《下一代》的主角让-吕克·皮卡尔为主线。

### 《奇異新世界》
《奇異新世界》於2022年5月5日，由Paramount+播映，開創人是阿奇瓦·高斯曼、艾力克斯·寇茲曼，該作為《發現號》之衍生作，故事講述了克里斯多福·派克艦長和企業號星艦的船員在《原初系列》之前在銀河系探索新世界的故事。

## 设定用语
因为在本文内容中将涉及大量的科幻名词，为避免读者产生不解或歧义，将一些将使用到的科幻名词列如下表，以供读者查阅。
部分名词所对应的物品，最初在《星际旅行》中出现的一部分虚构科技已然成为或部分成为现实。例如折叠式手机、无针头注射器、声控电脑、生命探测仪（三录仪的功能之一）等。
象限
象限是《星际旅行》中银河系的划分方式，银河系被划分成了四个象限，并依照探索顺序，分别命名为第一（阿尔法）、第二（贝塔）、第三（伽马）、第四（德尔塔）象限。
星区
星区是象限下的单位。每个象限下又有数千个星区，星区内一般都有几个行星系。
星舰、星站
星舰是一种大型的太空飞行器，星站是固定在太空中的大型空间站。
曲速
曲速是《星际旅行》中被广泛用于太空旅行的一种方法。一艘星舰在曲速状态下可以实现超光速飞行。速共分为10级，其中，曲速1级为1倍光速，曲速10级为光速的无限大倍。
曲速最初只是作为一个概念在《原初系列》中提出，但在后来引起了一些物理学家的兴趣，并提出了相似的模型。在《下一代》以后的剧集与电影中，曲速使用了其中的一个模型阿库别瑞引擎的定义。
平行空间
平行空间是现实世界中量子物理的一种理论。它认为量子的每一次选择，都会把当前的世界分离为两个世界——最初这个理论的建立是为了解决不确定性原理的。这两个世界会发生退相干作用，成为互不相干的平行世界。用一种通俗的语言来说，假设你希望拔枪杀死一个人，但在你拔枪的瞬间你做出了杀与不杀的选择——于是世界分裂成了你杀死那个人的世界和你没有杀死那个人的世界。
时间线
时间线可以理解成四维空间中的时间轴。平行时间线与平行空间适用同一种解释，平行时间线记录的是某个时刻的选择不同后分裂出的世界。
子空间
子空间在《星际旅行》中是一种具有特殊性质的额外连续体，它有别于寻常的四维时空连续体。该设定的最初用意是为了回避爱因斯坦相对论中的光速屏障。
虫洞
虫洞又称爱因斯坦-罗森桥，是宇宙中可能存在的连接两个不同时空的狭窄隧道。虫洞是1930年代由爱因斯坦及纳森·罗森在研究引力场方程时假设的，认为透过虫洞可以做瞬时间的空间转移或者做时间旅行。
时间旅行
时间旅行指人或者其它物体由某一时间点移动到另外一个时间点。事实上，所有的人都顺着时间一分一秒的自然前进，所以时间旅行单指违反这种自然时间变化的方式：要不就是大幅度的前往未来，要不就是回到过去。
第一次接触
第一次接触是指两个在之前从未见过面的种族或势力，通过双方偶遇或一方访问等方式相互了解到对方的存在。
惯性阻尼器/人工重力
惯性阻尼器是《星际旅行》中太空旅行在加速减速或者受到撞击时保护船员的一种装置。人工重力是在失重环境下模拟行星重力环境的一种装置。两者在物理学来说采用的是完全相同的原理，所以在这里放在一起。两者都是通过生成额外的重力场来工作。由于惯性阻尼器的反应时间不可能为0，所以飞船受到撞击时船员仍然能感受到些许惯性。
传送器
传送器又称作“光波傳送系統”，是《星际旅行》中一种常见的近距离旅行的方式。传送器在最初是为了减少拍摄太空船登陆场景而设定的；它能将人体或物质分解为量子，并将量子传送到终点后重新组合。传送器违反了量子物理学中的海森堡不确定性原理；因此在《星际旅行》后来的剧集中，采用了一种“海森堡补偿器”来回避对现实物理原理的违背。
复制器
复制器是《星际旅行》中可以称得上革命性的生产工具。因为有复制器的存在，星际联邦才能够保证让社会生产力完全满足公民消费的需求。复制器能在短时间内复制出大量的食物、生活用品等，亦可复制出原子序数较低的元素。复制器同样违背了不确定性原理。
全息技术
全息技术可被用于娱乐、协助人类工作等，可分别将这两中全息程序比拟为现在的电视或电脑游戏与电脑应用程序。不同的是，全息技术可通过建立力场来束缚光子，从而创造出非常拟真的三维空间与三维实体来。由于计算机技术的先进，某些程序独立的全息个体甚至能发展出个人特质来。
在剧集《航海家号》中，航海家号的总医官医生为全息程序，他最后发展出了个人特质。
宇宙翻译器
在《星际旅行》的任意一部原声的剧集或电影中，观者都很难听到英语外的外星语言。这是因为在剧情设定中，星际联邦广泛使用了宇宙翻译器的缘故。宇宙翻译器可以将所有的已知语言翻译为听者所懂的语言，对其余的未知语言亦可通过对簡短幾句話的分析而进行转换。星际舰队成员别在胸前的徽章內置有宇宙翻译器。
三录仪
三录仪在《星际旅行》中几乎是一种万能工具。它可以探测生命信号、入侵操作者指定的计算机系统、对人体进行扫描以检测病患（此类三录仪为专门的医用三录仪）、录音、扫描地形等等。
相位武器
相位武器是《星际旅行》中常见的能量武器。它能发出一种类似于激光的“相位束”，对敌人产生不同程度的烧灼伤害。相位武器可装备在星舰上，亦可作为相位枪配备在人身上；在台湾亦被俗称作“光炮”。

## 劇情與設定
宇宙，最后的边疆。这是星舰进取号的航程。它继续的任務，是去探索未知的新世界，找寻新的生命和新的文明，勇敢地航向前人所未至的領域。
这句话出现在《原初系列》、《动画系列》与《下一代》的每一集开头（以及《星艦前傳》的最后一集末尾）。《原初系列》与《下一代》的原文有些许不同。
最后一句话“勇踏前人未至之境”（To boldly go where no man has gone before）成为了《星际旅行》系列的格言。

### 时空设定
时间是在未来某时……距离我们足够近，使得未来人物的习性和外表不会与我们相差太多，但也要远到使银河旅行成为家常便饭……
“平行世界”的观念……是决定整个《星际旅行》演出形式的关键，它假定在与地球相似的条件之下，其它世界会发展出与地球相似的社会及文化……这样我们就能够使用地球上的器物、地点以及服装等表现出外星世界，而在有限的预算之内，制作出冒险动作的科幻影集。
同样的……“平行世界”的观念也使我们能够经由一般观众熟悉的道具，展现出最富想像力的故事。

#### 时间设定

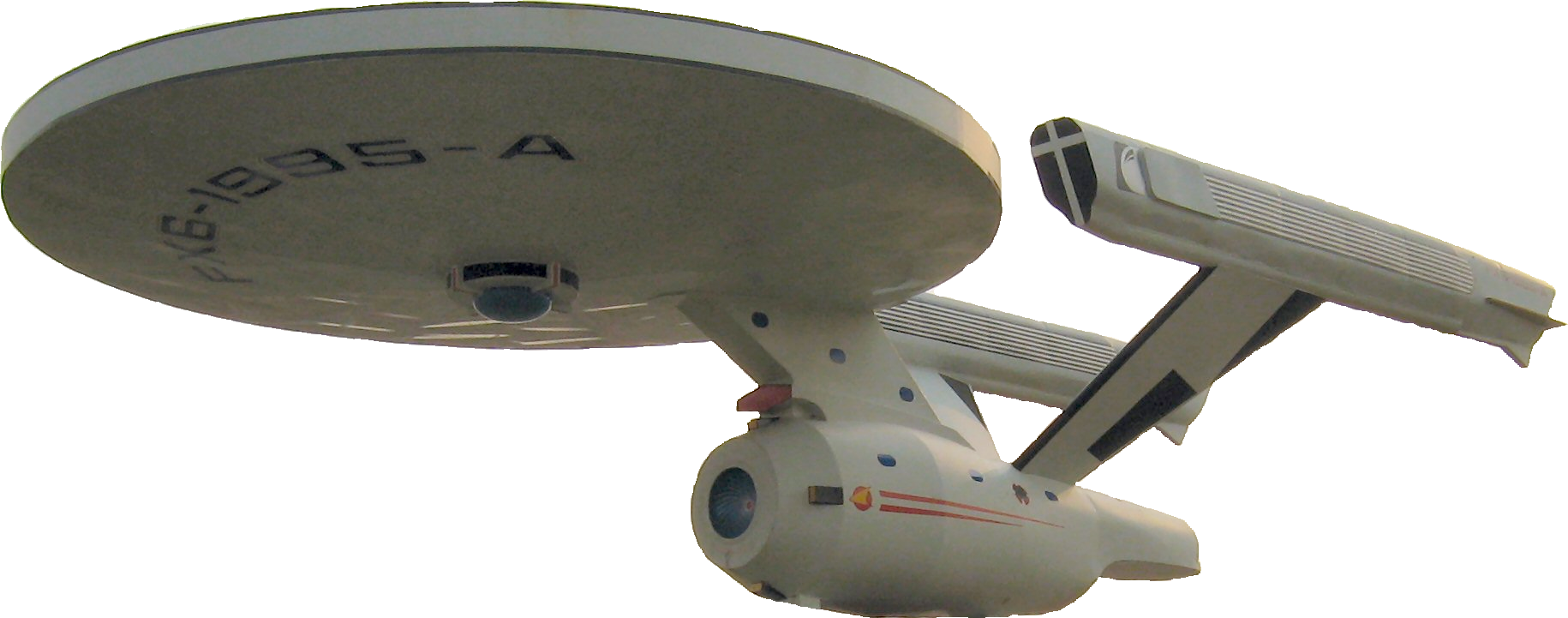
NCC-1701-A企業號

聯邦星艦的電腦介面 LCARS

银河系象限

《星际旅行》设定在地球未来发展路线的一个平行时间线上，它的时间跨度从21世纪中期延伸至32世纪。在这个平行时间线上，人类于21世纪中期爆发了一场几乎毁灭全球的第三次世界大战。战争结束后的十几年间，人类进行了第一次曲速飞行——一次突破光速障碍的试验飞行，这意味着人类进入了曲速时代。在第一次曲速飞行后，外星种族瓦肯人便与人类进行了第一次接触。此后的五十年里，人类结束了自身的贫穷、疾病和战争，并成立星际舰队以探索宇宙。在22世纪中期，人类与银河系中的一些种族联合起来，共同创建了星际联邦。
由于瓦肯人提供了先进的科学技术，并对人类的发展进行了适当的干预，进入23世纪后，人类已能克服人性的弱点与罪恶。此时，星际联邦已然成为银河系第一象限三大势力之一；尽管与另外两大势力的大小冲突时有发生，但从未来的事实可以看出，星际联邦并没有因为这些冲突而衰落。在23世纪末，星际联邦与三大势力之一的克林贡帝国和解，并在24世纪结成了联盟。在24世纪，星际联邦吸收了更多的行星成员，并在24世纪前期成功地维系了很长一段时间的和平。在24世纪后期，星际联邦开始面对来自其他象限势力——尤其是博格人——的威胁。
在《星际旅行》中，时间旅行虽然神秘但却很常见，它往往涉及到时间线的修改。因此以下所叙述的内容，在没有新的正史故事出现前，均为可能的平行时间线：
在平行时间线的25世纪中，联邦发展出了抵御博格人的武器与装备。从另一个平行时间线的剧情中可以推知，联邦在25世纪到26世纪的某个时期发展出了成熟的时间旅行技术，尽管在23世纪就有一群船员通过一种危险的方式回到了过去。在平行时间线的26世纪，克林贡人、Ithenites、新地人加入了星际联邦。

#### 空间设定
《星际旅行》的所有故事均发生在现实世界的银河系之中。但在《星际旅行》的虚构宇宙里，银河系被人为地划分为了四大象限：第一象限、第二象限、第三象限与第四象限。每个象限下又有数千个星区，星区内一般都有几个行星系。例如，地球就位于银河系第一象限的0-0-1星区的太阳系。
《星际旅行》的影视作品，通常都是描述隶属于联邦星际舰队的人类和外星人成员共同探索宇宙的故事。他们寻找新的世界与新的生命，同新的文明接触，同時散播联邦的和平理念。

### 主角星舰
《星际旅行》的所有剧集与电影中，出現過多艘主角舰。星际舰队的星舰大多为“筷碟型”的设计——即两根筷子般的曲速引擎舱加上一个飞碟样式的主体碟部。
這些主角艦中又有多艘以“进取号”命名，在设定中，命名为进取号的星舰均为星际舰队的旗舰。进取号星舰的命名来源於美國海軍的核动力航空母艦企業號（USS Enterprise CVN-65）譯名註。

### 主要势力与种族
| 星际旅行中主要的种族与势力              |
| --------------------------------------- |
| 星際聯邦 · 人类 · 瓦肯人 · 安多利人     |
| 貝塔索人 · 波利安人 · 德诺布拉人        |
| 罗慕伦人 · 克林贡人 ·巴库人 · 索利安人  |
| 葛恩人 · 佛瑞吉人 · 博格人 · 卡松人     |
| 卡达西人 · 贝久人 · 楚尔人 · 希罗吉恩人 |
| 自治同盟 · 布林人 · 新地人 · 8472种族   |

在《星际旅行》虚构宇宙的设定中，总共存在着数百个的外星种族。其中，大部分都是只在某几集电视剧中露面的“配角种族”；但也有一些非常强大，对剧情发展起着重大作用的种族或势力；还有一些种族的人物是某部剧集中的主要角色。在这里，简要介绍部分有较大影响力的势力与种族。

#### 星际联邦
星際聯邦（United Federation of Planets，UFP）簡稱“星聯”或“联邦”，直譯为“行星联合联邦”。是《星际旅行》虚构宇宙中位于银河系第一象限的一个虚拟国家。星际联邦的首都位于星区0-0-1的地球的巴黎；辖有星际舰队。星際聯邦的设定，被认为是參考了美國聯邦制度。
它所使用的国旗近似于联合国旗。

#### 罗慕伦帝国
罗慕伦帝国（Romulan Star Empire）由罗慕伦人创建。罗慕伦帝国的主星位于银河系第二象限的罗穆卢斯星。遠古的罗慕伦帝国曾經橫越整個第二象限。2158年，罗慕伦帝国与当时的地球联邦发生了一場核战争。这场战争同时威胁到了第一象限其他的一些种族，并最终促使了星际联邦的建立。2160年罗慕伦人被打败，后与星际联邦签订和约并划定中立区。

#### 克林贡帝国
克林贡帝国（Klingon Empire）是由克林贡人建立的帝国，它的主星是克罗诺斯星。
在《原初系列》中《仁义之师》（Errand of Mercy），克林贡帝国在2218年第一次与星际联邦接触；但在《星艦前傳》中，人类与克林贡人的第一次接触却在2151年，联邦的创始成员之一瓦肯人与克林贡人的第一次接触则更早。

### 主要人物
《星際爭霸戰》、《动画系列》与第一至六部电影中出现的主要人物

《下一代》与第七至第十部电影中出现的主要人物

《深空九号》中出现的主要人物

《航海家号》中出现的主要人物

《星艦前傳》中出现的主要人物

## 剧集与电影
到2016年，《星际旅行》系列目前共有六代（共计726集）的电视剧（第七代正在後製中）、十三部电影（第十四部正在计划中）。

### 電視剧集
《星际旅行》最早是1966年出現的一部電視剧集，之後陸續製播了五部《星际旅行》系列剧集以及一部動畫剧集。加起來總共（到2005年5月）公开播映了725集（不包括最初的未公開試播章節，這個試播章節之後有收錄在影集當中發行）、30個電視季度。

### 電影
目前《星际旅行》的13部電影都是由派拉蒙電影公司所製作。
許多影迷認為，偶數號的電影比奇數號的電影好。這個規則尤其最符合頭幾部電影：第二集和第四集通常是影迷最喜歡的電影，而第一部和第五部通常是最不受歡迎的（不過第一集在後來發行的DVD中，經過修改過後的「導演版本」獲得了許多讚賞，使得大家對第一集有了正面的重新評價）。《复仇女神》可能是偶數號電影中的例外，它的票房是十部電影當中最差的，也是系列中被嘲笑得最厲害的一部。然而，當它於2003年推出DVD版本時銷售量倒還不錯。同样的道理也不适用于第十一部电影《星际迷航》。至少在他上映的头一个星期已经赢得了空前的赞誉和整个系列票房的最佳开局。
雖然從第六部電影之後，在美國上映時，已經不把編號當作片名的一部分。不過在歐洲上映時，片商還是會主動把編號加上。

## 现实中的影响

### 社会文化

#### 社会与《星际旅行》
吉恩·罗登贝瑞是政治平等主义的狂热拥护者，常常在电视系列剧里宣扬他对一个基于平等原则的未来社会的愿景。一个最知名的例子便是《原初系列》中的女性航员乌苏拉——她是第一个在美国电视频道饰演主要角色的非裔美国人之一。在第二次世界大战结束的短短二十年后，《原初系列》里就有亚洲血统的军官苏鲁光。在第二季里还加入了一位俄罗斯人帕维尔·切科夫。而《銀河飛龍》讓一個禿頭男子擔任主角；《銀河前哨》讓黑人當主角；《重返地球》則是有一位女艦長，也都是電視上少見的安排。其他的美國影集總是刻意避開同性親密的情節，然而在《銀河前哨》的一集「團圓」（Rejoined）裡有兩位女性角色的接吻場景，許多星艦迷們也把這一集的內容解讀為對同性關係的承認。
由于《星际旅行》的大受欢迎，一些其中的观念与语言慢慢融入了美国大多数人的文化当中，而可以被视为一种流行文化。例如“史考提，把我传送上去！”（Beam me up, Scotty!）、“吉姆，他已经死了”（He's dead, Jim）、以及“反抗无用”（Resistance is futile）等，已经被美国文化广泛地熟悉与理解。
许多人认为他们的人生因为《星际旅行》而改变。其中最著名的是《下一代》中吉南的扮演者：乌比·戈德堡。她在小时候受到《原初系列》中的黑人女性角色乌乎拉的影响，立志成为一名演员。也有不少宇航员坦承是《星际旅行》促使了他们选择探索星空的职业。

#### 名人与《星际旅行》

##### 史蒂芬·霍金
史蒂芬·霍金是一名《星际旅行》的爱好者，他也是在剧中唯一的一位自己扮演自己的角色。在《下一代》剧集“Descent”里，Data在全息甲板上与他、阿尔伯特·爱因斯坦和艾萨克·牛顿爵士一同玩桥牌。

##### 艾萨克·阿西莫夫
艾西莫夫和《星艦奇航記》之父吉恩·羅登貝瑞，在1960年代《原初系列》開播時，發展出一段特殊的關係。艾西莫夫在《電視指南》雜誌上寫過一篇批評《星艦奇航記》科學正確性的文章，羅登貝瑞后来寫了一封私人信，恭敬地回應說，要在一個每週播出的帶狀節目上要求事事正確是有困難的。艾西莫夫後來改口，說儘管《星艦奇航記》在科學上有問題，但是無損於它是一部概念新穎，有內容的科幻電視劇。兩人就此交上朋友，後來艾西莫夫甚至為部分《星艦奇航記》系列影集擔任顧問。

#### 《星际旅行》邮票
1999年9月17日，美国邮政管理局发行了一枚星际旅行的纪念邮票。该枚邮票是世纪庆祝系列纪念邮票的一员。
世纪庆祝系列纪念邮票，是美国邮政管理局发行的以纪念20世纪发生在美国的各种重大事件的邮票。《星际旅行》邮票被归入1960年代部分。

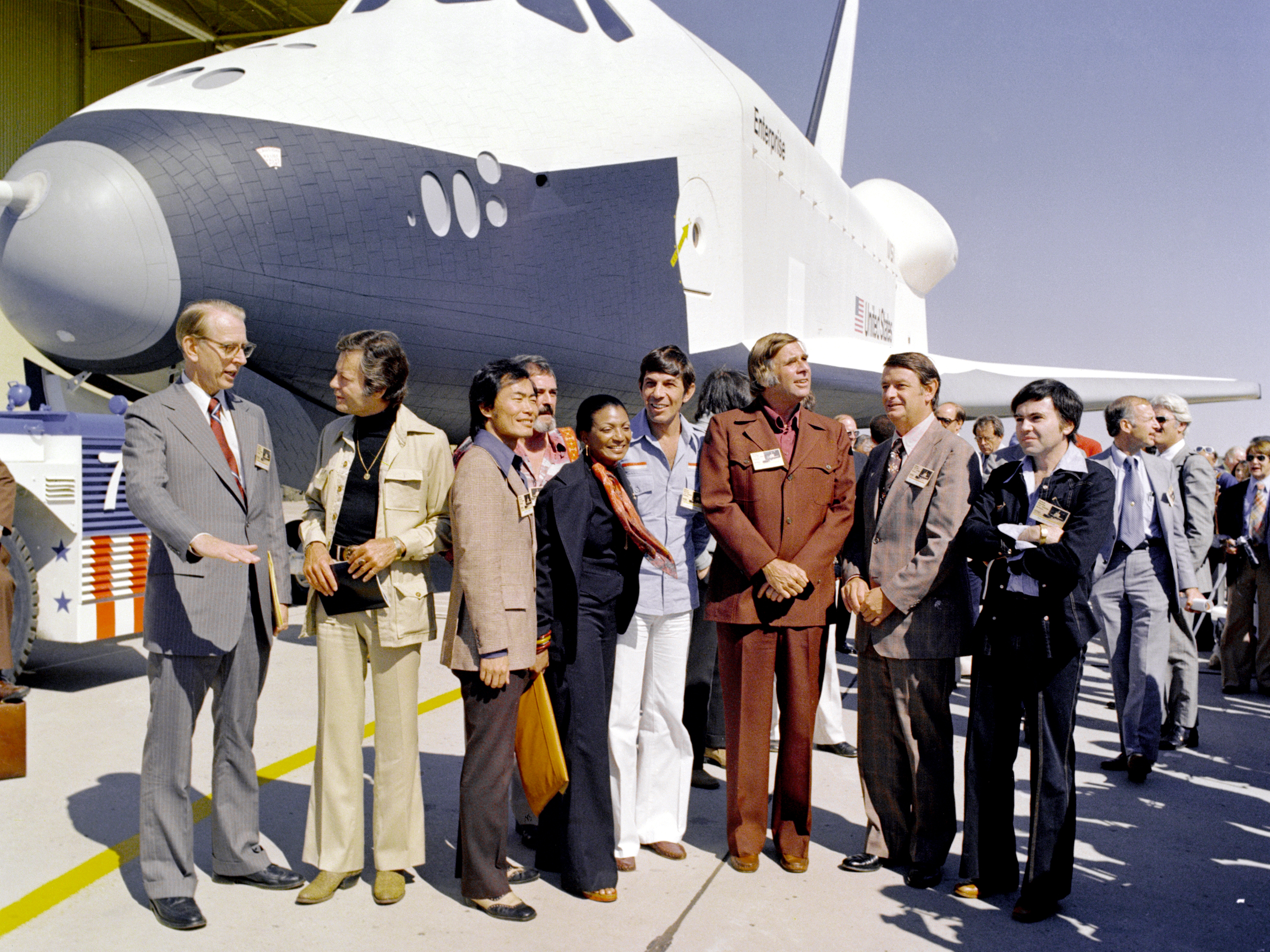
《原初系列》的演员与企业号航天飞机合影

邮票上印制的星舰为联邦星舰进取号 (NCC-1701)，其后闪耀的标志是《星际旅行》系列中星际舰队的标志。

#### 企业号航天飞机
进取号航天飞机（NASA内部编号：OV-101）是为NASA建造的第一架航天飞机。最初这架航天飞机被命名为宪法号（Constitution），以纪念美国建国200周年。但后来因应众多《星际旅行》爱好者的要求，将该艘航天飞机以《星际旅行》中的企業號（USS Enterprise NCC-1701，在中国大陆译作“进取号”）命名。

#### 其他影视作品的恶搞文化
在许多喜剧性的影视作品中，《星际旅行》往往被改头换面并加以恶搞，这亦从一个侧面展现出了《星际旅行》系列的文化影响力。以下列出一些比较知名的恶搞作品：
- 动画剧集《飞出个未来》中的一集“爱好者所未至的领域（英语：Where No Fan Has Gone Before (Futurama episode)）”（Where No Fan Has Gone Before）[26]。

《星际旅行》的格言是“前人未至之境”（Where No Man Has Gone Before），该集从剧名上就开始恶搞。
- 威廉·夏特纳（《原初系列》中詹姆斯·柯克的扮演者）在美国电视节目“週六夜現場”中的“Get a life（英语：Get a life）”。
- 动画剧集《辛普森一家》中出现的电影预告片：《星际旅行XII：太累了》（Star Trek XII: So Very Tired）。

《星际旅行》电影第12集為Star Trek into Darkness。
- 帕特里克·斯图尔特（《下一代》中让吕克·皮卡尔的扮演者）在美国电视节目“周末狂欢”中的“Love Boat: The Next Generation”。
- 喜剧剧集《欢乐一家亲》中出现的克林贡酒吧。
- 动画剧集《恶搞之家》中搞笑多动的柯克。
- 动画剧集《南方公园》里的镜子宇宙中的卡特曼。

镜子宇宙出现在《星际旅行》剧集自我恶搞的剧情中。
- 喜剧电影《瞒天过海飞飞飞》中夏特纳的表演。
- 情景喜剧《夜间法庭》中《原初系列》与《下一代》影迷的争论。
- 喜剧剧集《生动的颜色》中的短剧“法拉可罕的怒吼”（The Wrath of Farrakhan）。

“The Wrath of Khan”（可汗的怒吼）是《星际旅行》第二部电影的名称。
- 喜剧电影《阿比阿弟畅游鬼门关》中参观华斯克巨岩公园的情节。

华斯克巨岩公园有着类似于外星球的地貌，是《星际旅行》的取景地之一。

### 主题建筑
在美國內華達州拉斯維加斯的希爾頓酒店內，有一处星际旅行的主題展館。
主题展馆內的黑色高天花板上，挂有一艘大型的进取号模型。展馆内有由所有《星际旅行》系列歸納出來的「未來歷史」展覽、人物道具服飾展覽、企業號艦橋、刺激的互動機動三维遊戲等。
游客可在館內预定，并在企業號艦橋举办有《星空奇遇記》人物出席的「星际旅行」婚禮。
展馆出口还有同一主題的酒水店、食品店、紀念品店、造型照相服務等。

### 进取号大楼
网龙中心，全名为网龙（福州）数字技术园，位于中国福建省福州市。这座建筑以其独特的设计而闻名，最引人注目的是它的总部大楼外观，被设计成类似于《星际迷航》中的宇宙飞船——联邦星舰进取号（USS Enterprise）。这种设计不仅展现了网龙公司对科技和未来的热情，也成为了一座科技与文化相结合的地标性建筑。网龙中心的设计灵感来自《星际迷航》系列，这不仅体现了公司创始人刘德建的个人兴趣，也反映了企业对于探索未知、勇于创新的企业精神。网龙网络是一家领先的游戏和教育技术公司，其选择将总部建筑设计成这样独特的形态，也是希望激发员工和访客对科技和未来的想象力和创造力。该建筑不仅外观引人注目，其内部设计和功能配置也非常现代化，充分考虑了环保和可持续发展的要求。网龙中心不仅是网龙公司的办公场所，也成为了福州科技和文化的象征。

### 加拿大瓦肯镇
瓦肯镇处于卡尔加里市与莱斯布里奇市之间，位于加拿大亚伯达省的南部。1915年，一名加拿大太平洋铁路公司的测量员以罗马神话中火神的名字“Vulcan”（即瓦肯）给这个小镇命名。

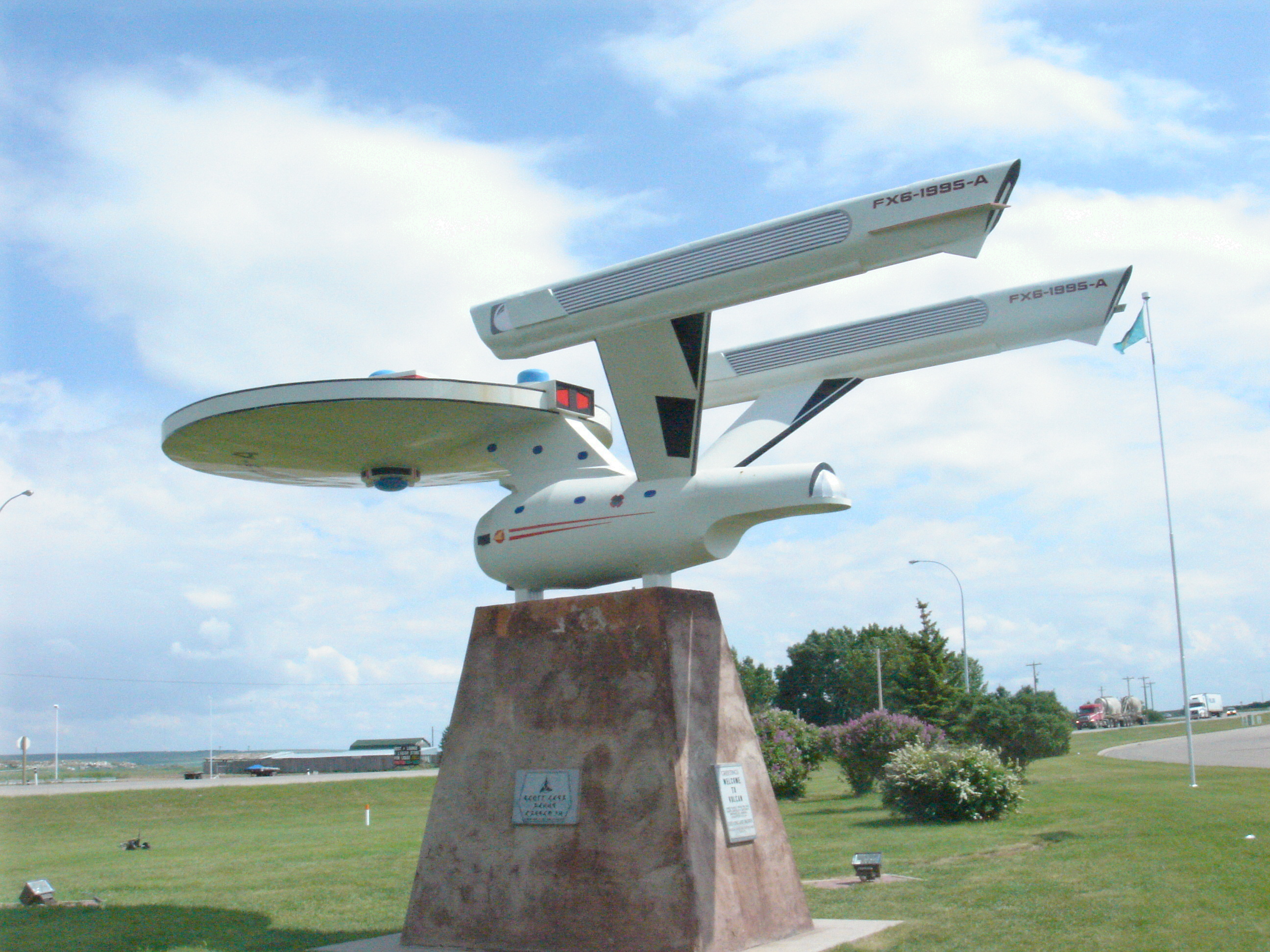
瓦肯镇的象征雕塑——联邦星舰进取号

在《星际旅行》中，恰好也有一个外星种族的名称叫做“瓦肯”。因应这个巧合，瓦肯镇的居民便将小镇建设成了一个《星际旅行》的主题观光点，一座巨大的进取号复制雕塑被立在小镇的广场上。这个小镇吸引了全世界为数众多的《星际旅行》爱好者前往观光。

## 未来的发展
關於《星际旅行》系列終結的預言已經不是什麼新鮮事了。最早是在1993年與1994年間，當《銀河前哨》無法獲得像之前的剧集一樣的高收視率時，許多雜誌，譬如：《娛樂周報》就曾預言整個《星际旅行》系列即将会完结。當《重返地球》在1990年代中期差點被腰斬的時候，也出現了更多類似的預言。《星艦前傳》前三季播映時，媒體更是廣泛地認為它處於腰斬的邊緣。
最后，由於《星艦前傳》在第四季的腰斬，以及2002年電影《星戰啟示錄》的票房不佳，執行製作人瑞克·博曼公開聲明派拉蒙有意讓《星际旅行》系列事业（電影和電視影集）至少休息三年。
許多《星际旅行》的爱好者希望能夠撤換博曼和另一個執行製作人布蘭農·布拉加。最常提到的可能繼任人選有：《巴比倫五號》的創造者迈克尔·斯特拉辛斯基、前星艦劇本寫作者隆納德·摩爾、以及現任《星艦前傳》執行製作人曼尼·柯多等等。從1960年代與1970年代開始，部分星迷對這些以影迷為基礎，意欲讓星艦再度登上電視的努力冷嘲熱諷；他們認為《星际旅行》時空的觀念會遵循著自己的方向前進，不需要再有續集來破壞它，所以致力於讓《星际旅行》系列的時空終結。
在美國，《銀河飛龍》與《銀河前哨》定期在Spike TV電視台重播。在加拿大，《星際爭霸戰》、《銀河飛龍》、《銀河前哨》、以及《重返地球》則是每天在SPACE（Space: The Imagination Station）電視台重播。這家電視台同時也購買了《星艦前傳》的播映權，預定於2005年秋季開始每天重播。
演員和星迷們同時也建議，縱使未來沒有《星际旅行》剧集或電影，還是可以製作電視電影、迷你剧集、特別版、以其他形式的媒體等等。

### 《星際爭霸戰》续集
部分星艦迷們希望能夠再看到柯克艦長的角色，並且讓他能夠有一個比在《日換星移》裡更有尊嚴的死法。喬治·竹井和他的影迷們也常常試圖說服製片公司拍攝一個關於蘇魯艦長與「精益號」的冒險故事剧集。但是，除了影迷們的支持外，這個主意始終沒有太大的成功。蘇魯和精益號最早出現在《邁入未來》和《重返地球》的一集“Flashback”，這也是製片公司用來衡量星迷對此的反應。不過最後還是沒有因此而產生一部新的剧集。蘇魯之後曾在以「鏡子宇宙」為基礎的電視遊戲《星艦奇航記：破碎宇宙》中出现过。

### 《銀河飛龍》续集
《銀河飛龍》的演員們：玛丽娜·塞迪斯、帕特里克·斯图尔特、以及強納森·佛瑞克斯曾建議不要再拍攝關於《銀河飛龍》時空的電影了。布伦特·斯派尔更是表示對一再演出Data的角色失去興趣。不過，斯派爾仍在《星艦前傳》的第四季裡飾演阿里克·宋——他是创造百科的宋博士的祖先。佘提斯和佛瑞克斯也在《星艦前傳》的終集裡再度扮演他們在《銀河飛龍》裡的角色。斯派爾也在終集裡为百科配音。

### 《星艦前傳》续集
在2004年11月，派拉蒙宣佈它將會出售《星艦前傳》（於2005年5月13日下檔）前四季的重播權，並且將發行剧集的DVD。第一季的DVD已经于2005年5月3日在美國上市。
大部分星迷认为，《星艦前傳》的第四季，也是最後一季，比前三季更好，也更具有星艦風格。如果能夠繼續製播，並且採用全新寫作風格的話，它的第五季有機會获得较高的收視率。
《星艦前傳》的影迷發起了一個運動，希望能讓它在科幻頻道上播映，有謠言指出這個頻道對於《星艦前傳》頗有興趣（雖然《電視指南》的報導否定了這項說法）。然而，博曼宣稱說派拉蒙對於把這個劇集賣給其他电视網播映這件事并沒有什麼興趣。
另一個運動，稱為星迷大團結，希望可以籌措足以製播第五季的經費。雖然它總共籌措了價值超過310萬美金的現金和抵押品，可是他們希望第五季由派拉蒙和加拿大、英國的製作公司共同製播的提案被製片公司否決了。
根據報導，早在2002年至2003年這一季，派拉蒙就決定讓《星艦前傳》在播畢第四季後下檔了。主角史考特·巴庫拉也說過派拉蒙在2003年至2004年這一季的管理階層變動，讓《星际旅行》系列事業在製片公司裡失去了強硬的支持。在2005年4月，他宣稱一直到2003年至2004年這一季，事實上派拉蒙仍打算讓《星艦前傳》的演員們成為下一部星艦電影的焦點。

### 初代重启
2015年11月，CBS宣布预定了2017年的一个新的星际迷航剧集。《星际迷航：超越星辰》的编剧艾力克斯·寇茲曼康特将作为本剧的编剧和制片人。而《星际迷航2：可汗怒吼》的导演尼古拉斯·迈耶也将参与本剧的制作。新的剧集将基于重启的原初系列制作。早先的说法是本剧采取重启电影中的原班人马并和《超越星辰》的剧情紧密相关。之后CBS否定了这些说法，并称将启用全新的角色。这可能是和相关商业授权有关。基于同样的原因，本剧也可能不会采取《星际迷航》的片名。2016年7月23日，CBS宣布该剧片名为《星际迷航：发现号》。
本剧预定于2017年1月在CBS的电视台和付费流媒体中同步播出。Netflix亦会在美国首播后进行全球准同步播出。

### 第十三部電影
在第十二部电影暗黑无界未上映之前，制片人布莱恩·伯克就向媒体公开星际旅行将拍摄第十三部电影。他表示派拉蒙希望这一部电影能够在2016年上映，因为这一年是星际旅行系列的50周年纪念。预计本片的导演依然是J·J·艾布拉姆斯。但因为他还要执导2015年上映的星球大战7，因此可能错过这部电影。随后也有消息传出艾布拉姆斯可能为了星际旅行13而放弃执导星球大战7。本片的编剧为阿什利·爱德华·米勒和扎克·施坦兹。2013年7月，在新系列里饰演斯波克的扎克瑞·昆图向媒体表示星际旅行13可能会在2014年开拍。2016年，電影成功上映了。

## 衍生产品

### 游戏
1998年Viacom公司同意讓Activision公司製作與《星际旅行》相關的遊戲。在這個協議之下發行了許多遊戲。但是在2003年，Activision具狀控告Viacom，聲稱《星际旅行》系列不再像過去那麼有價值，使得他們在這項交易裡得不到應得的。Activision片面中止了這個合約，並要求損害賠償。2005年3月，雙方達成一項新的協議，並撤回所有的控告，可是其他的談判條件則是列為機密不得公開。
2004年永久娛樂公司（Perpetual Entertainment）宣佈了将製作以《星际旅行》時空為基礎的大型多人線上角色扮演遊戲的計畫。這將會是第一個与《星际旅行》有關的网络电脑游戏。到目前為止，這個遊戲暫時命名為《星际旅行Online》（Star Trek Online），時空背景則是電影《星戰啟示錄》約10年後的宇宙。

### 小說
第一本關於星际旅行的小說是由詹姆斯·布利許（James Blish）將一些集數小說化，然後由班騰書店（Bantam Books）在1967年到1975年間所出版。班騰書店的第一本原創小說則是布利許的《追殺史巴克》（Spock Must Die），於1970年出版。班騰書店繼續出版小說，直到1970年代末期。之後由口袋書店（Pocket Books）獲得星际旅行小說發行權，並且出版了吉恩·羅登貝瑞的《星艦迷航記》電影小說。
巴倫丁書店（Ballentine Books）在1973年到1976年之間出版了由亞倫·迪恩·佛斯特（Alan Dean Foster）將《动画系列》的一些集數小說化的作品，以及1975年出版的法蘭茲·約瑟夫（Franz Joseph）的《星艦技術手冊》。班騰書店和巴倫丁書店現在仍擁有他們所有星艦系列出版品的重印權。
口袋書店現在是所有系列影集（包含它自己的許多原始星艦系列）的官方授權科幻小說發行商，他們計畫在這段期間持續地出版原創小說。
然而，在《星艦前傳》被腰斬後不久，這家公司宣佈會將預定出版的星际旅行小說數量減半，減少到每個月只會出版一本大眾市場平裝書，加上一年幾本同業交換平裝書與精裝書。雖然出版線編輯們強調說這個減少出書量的決定在一年前就已經下好了，而且跟星际旅行系列連鎖事業的評價和收視率問題無關。不過一般還是認為這項聲明也是星际旅行系列連鎖事業逐漸衰退的另一項指標。
然而，除此之外，這家公司堅稱他們對這個書線有著雄心勃勃的計劃，包括（在2005年5月）確認《星艦續航》（Enterprise Relaunch）這個系列的小說正在計劃階段。

### 其他的故事線
雖然小說、漫畫書、電視遊戲、以及其他以《星际旅行》時空為主題的媒體一般都被視為「非正史」，不過還是有許多值得一提的，包括一些由星迷自行製播，取材自《星际旅行》時空的故事，在互聯網上廣為流傳。這些計畫都未經過派拉蒙的授權，不過根據報導指出，製片公司對於這些計畫採取較為寬鬆的態度，允許他們繼續製播。

## 譯名变迁
| 英文原名                 | 中国大陆   | 台湾       | 香港                              |              |            |          |
| 常见译名                 | 字幕组译名 | 本文採用   | 官方译名                          | 本文採用     | 官方译名   | 本文採用 |
| ------------------------ | ---------- | ---------- | --------------------------------- | ------------ | ---------- | -------- |
| Star Trek                | 星际迷航   | 星际旅行   | 星際爭霸戰 星艦迷航記 星艦奇航記  | 星艦奇航記   | 星空奇遇記 |          |
| 電視劇集                 |            |            |                                   |              |            |          |
| The Original Series      | 无         | 初代       | 星際爭霸戰                        | 星空奇遇記   | 星際爭霸戰 |          |
| The Animated Series      | 星际旅行   | 动画系列   | ？                                | 動畫版       | ？         | 動畫版   |
| The Next Generation      | 无         | 下一代     | 銀河飛龍                          | 新星空奇遇記 |            |          |
| Deep Space Nine          | 无         | 深空九号   | 銀河前哨                          | ？           | 銀河前哨   |          |
| Voyager                  | 无         | 航海家号   | 重返地球                          | ？           | 重返地球   |          |
| Enterprise               | 无         | 进取号     | 星艦前傳                          | ？           | 星艦前傳   |          |
| 電影                     |            |            |                                   |              |            |          |
| The Motion Picture       | 无限太空   | 星艦迷航記 | 星空奇遇記                        | 星艦迷航記   |            |          |
| Wrath of Khan            | 可汗怒吼   | 可汗之怒   | 可汗怒吼                          | 星戰大怒吼   | 大汗的憤怒 |          |
| The Search for Spock     | 石破天惊   | 寻找史波克 | 石破天惊                          | 魔宮龍虎鬥   |            |          |
| The Voyage Home          | 抢救未来   | 回到地球   |                                   |              |            |          |
| Final Frontier           | 终极先锋   | 最後戰線   |                                   |              |            |          |
| The Undiscovered Country | 未来之战   | 未知领域   | 未来之城                          | 邁入未來     | 未來之城   |          |
| Generations              | 星空奇兵   | 日换星移   | 日换星移                          | 星空奇兵     |            |          |
| First Contact            | 战斗巡航   | 第一次接触 | 第一类接触                        | 战斗巡航     | 星空第一击 |          |
| Insurrection             | 星空反击   | 起义       | 星际叛变                          | 星空反攻     |            |          |
| Nemesis                  | 复仇女神   | 星战启示录 |                                   |              |            |          |
| 星艦名稱                 |            |            |                                   |              |            |          |
| Enterprise               | 进取号     | 企业号     | 企业号（電影版） 冒險號（電視版） | 企业号       |            |          |

注：
- 在1980年代到1990年代，《星际旅行》的动画系列曾在中国大陆的一些地方台播放过。当时“Star Trek”被翻译成了“星际旅行”，“Enterprise”（星舰名）被翻译成为“进取号”。
- 1980年中国大陆新华出版社出版的罗登贝利所著电影《无限太空》的小说时，采用了《星际旅行》作为书籍的名称。该书的统一书号为10203.009，翻译者为星文。
- 《星际旅行》其余的电视剧集，并未在中国大陆正式播映过。但从2005年开始，先后有SGT与幻翔两个字幕组，以P2P的方式陆续地发布了《星际旅行》的各个剧集，并采用了与港台不同的名称。
- 過去在台灣並未針對星际旅行系列取總名，因而隨影集、電影不同各有稱呼。傳統上以星艦迷航記為主要總名代稱，使用人數最多；然而易與此名出處——第一部系列電影《星艦迷航記》發生混淆。1990年以後，各有影迷提出“Star Trek”總名的譯稱，包括有星艦奇航記（葉李華、呂堅平於《幻象》雜誌（1990年）首次提案）、星際奇旅等。
- 香港的電視台在1970年代播映《Star Trek》的原初系列时，曾取中文名為《星空奇遇記》；香港在1993年6月播映續集《Star Trek: The Next Generation》。香港的影視店呈交香港立法會貿易及工業事務委員會的政府文件內也稱為“‘星空奇遇記’系列”[42]。
- 在霍金科普作品《果壳中的宇宙》的简体中文版中，Star Trek被译作“星际航行”；Data被译作“戴塔舰长”。译者将“探索”（explorer）一词误认为星舰名，译作“探索号”。